# Aniouï (Amour)
Pour les articles homonymes, voir Aniouï.
L'Aniouï (en russe : Аню́й), également connu sous le nom d'Oniouï (en russe : Онюй) ou Dondon (en russe : Дондон) est une rivière du kraï de Khabarovsk en Mandchourie-Extérieure, en Extrême-Orient russe. C'est un affluent de rive droite de l'Amour, long de 393 km, qui prend sa source sur le versant de Tordoki Iani dans la chaîne de montagnes du Sikhote-Aline et se jette dans l'Amour à mi-chemin entre Khabarovsk et Komsomolsk-sur-l'Amour.

## Histoire et toponymie
En 1709, des géographes jésuites français voyagent sur l'Oussouri et l'Amour dans ce qui était alors appelée la Tartarie. Pour eux, la rivière Dondon (Tondon dans les récits jésuites d'alors) formait la frontière entre les terres du peuple Tartares Yupi (les Nanaïs) et groupes apparentés qui vivaient sur l'Oussouri et l'Amour au sud du Dondon, et de l'autre côté le peuple vivait les « Tatars », transcrit par les jésuites sous le nom de Ke tcheng, qui vivaient le long de l'Amour à partir de l'aval de l'embouchure du Dondon. Ce dernier nom pourrait être une transcription d'un autre nom pour désigner les Nanaïs, les Hezhen.
Le cours est appelé de nos jours Aniouï, bien que les noms de Dondon et d'Oniouï subsistent toujours.
En 2007, le parc national de l'Aniouï est fondé, englobant les terres des Nanaïs, des Oudihés et plus généralement les terres autour de la rivière et de son bassin.

## Géographie

### Cours
La rivière prend source dans la région du mont Tardoki-Iani, qui est la partie la plus élevée de la cordillère du Sikhote-Aline, chaîne montagneuse en Extrême-Orient russe. Elle prend sa source à 1 376 m d'altitude. Pendant l'ensemble de son cours, la rivière coule dans le raïon des Nanaïs du kraï de Khabarovsk, un sujet russe. La longueur de la rivière est de 393 km, son bassin versant est de 12 700 km2, et c'est un affluent de rive droite de l'Amour, grand fleuve mandchourien. Plus précisément, il se jette dans le bras de Naïkhine de l'Amour, au niveau du village de Naïkhine. Ses principaux affluents sont les rivières Manoma (198 km), Dymni, Podi, Tormassou, Gobilli et Moadi. Son débit peut atteindre 1,8 m3/s.
Au début de son cours supérieur, elle contourne le mont Tardoki-Iani haut de 2 090 m. Dans son cours supérieur, il n'y a pas de bras, le courant est fort, et l'eau est limpide et froide, avec de nombreuses moyennes et petites sources qui s'y jettent. Dans son cours supérieur et son cours moyen, la rivière est une rivière de montagne encaissée, avec des rapides. La vallée ne dépasse généralement pas les 30 mètres de large. Il y a des falaises, comme au niveau des confluences des rivières Taoussa, Iako et Iako-Zapadnaïa, et il y a le rocher Nadagué qui domine le cours au niveau de l'embouchure de la rivière Gobilli.
Elle traverse une large vallée plate dans son cours inférieur, avec plaine inondable allant de 250 à 300 mètres de large. La rivière a des méandres avec de nombreuses îles au milieu aussi. La largeur du cours d'eau est de 90 m, et jusqu'à 130 m sur la fin. Près de l'embouchure, la plaine inondable augmente jusqu'à 8 km de large. À 8 km de l'embouchure, la rivière se divise en différentes branches, canaux et bras-morts, qui se jettent indépendamment dans l'Amour. La rivière se nourrit des pluies d'été et d'automne, avec le niveau le plus élevé observé de juin à août. Tout au long du cours, l'on peut apercevoir des karsts, de petits lacs glaciaires et des moraines, traces des anciennes glaciations.

### Affluents
Liste des affluents en km depuis l'embouchure en direction de la source :
- 6 km : rivière Kamenouchka
- 18 km : rivière Manoma
- 35 km : rivière Bolchaïa Sima
- 52 km : rivière Moadi
- 86 km : rivière sans nom
- 86 km : rivière Bira
- 98 km : rivière sans nom
- 110 km : rivière Moukhe
- 120 km : rivière Solomi
- 122 km : rivière Tormassou
- 129 km : rivière Mani
- 130 km : rivière sans nom
- 138 km : rivière Bagbassou
- 155 km : rivière sans nom
- 170 km : rivière Gobilli
- 183 km : rivière Podi
- 188 km : rivière Dymine
- 199 km : rivière Taoussa
- 212 km : rivière sans nom
- 214 km : rivière Bomboli
- 249 km : rivière Oudjaki
- 251 km : rivière sans nom
- 256 km : rivière Lochadninaïa Tropa
- 256 km : rivière Sagdy-Biassa
- 282 km : rivière Iako
- 299 km : rivière sans nom
- 310 km : rivière sans nom
- 319 km : rivière sans nom
- 323 km : rivière Perevy Zaour (Premier Zaour)
- 324 km : rivière Vrotoï Zaour (Deuxième Zaour)
- 333 km : rivière sans nom
- 339 km : rivière sans nom
- 347 km : rivière sans nom
- 349 km : rivière sans nom
- 360 km : rivière sans nom
- 372 km : rivière sans nom

## Faune et flore

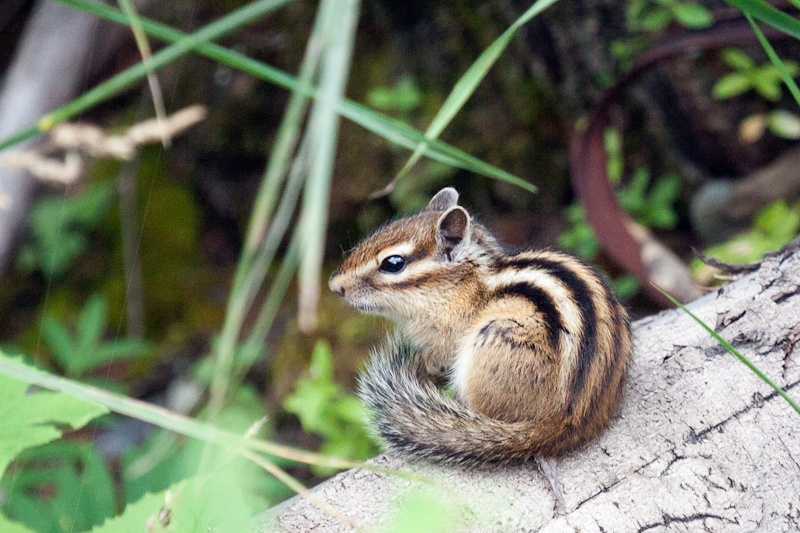
Un tamia de Sibérie près de la rivière.

L'Aniouï et son bassin font entièrement partie du parc national de l'Aniouï, créé en 2007 sur les terres des Nanaïs et des Oudihés. L'environnement de la rivière dépend de sa situation, mais se caractérise. Dans le cours supérieur, l'environnement est de la toundra de montagne, mais dans le cours inférieur c'est de la forêt mixte. En tout, ce sont plus de 1 000 espèces de plantes qui poussent dans son bassin. Les forêts de l'Aniouï hébergent de nombreuses espèces de fougères rares. Les forêts sont mixtes, avec des conifères et des feuillus. Dans le cours moyen, le mélèze prédomine, dans le cours inférieur c'est le cèdre qui est en grand nombre. Les baies, fleurs, noix et champignons jouxtent les rives.
Le bassin de l'Aniouï est, en termes de faune, aussi riche, avec environ 300 espèces de vertébrés, dont 7 d'amphibiens, 50 de mammifères (dont les espèces introduites que sont le vison d'Amérique et le rat musqué), 30 espèces de poissons, et au moins 6 espèces de reptiles. Par ailleurs, on recense environ 200 espèces d'oiseaux, espèces hivernantes et migrantes incluses. Parmi les animaux rares vivent ici le tigre de l'Amour, le chat-léopard de Sibérie, l'ours brun de l'Oussouri et la tortue d'Extrême-Orient, cette dernière près de l'embouchure.
En terme d'avifaune, plus de 20 espèces qui nichent dans l'Aniouï sont classées comme rares et en voie de disparition : milan noir, tétras lyre, pygargue à queue blanche, aigle royal, grue moine entre autres. Parmi les oiseaux courants, il y a le balbuzard pêcheur, le grand cormoran et le canard mandarin.
L'Aniouï est une frayère pour les saumons, réserve alimentaire exploitée par les ours, sangliers, loutres, visons d'Amérique, chiens et autres. Chez les poissons, il y a le taimen, le saumon kéta, le brachymystax, l'ombre, l'ombre du Haut-Amour et le poisson-chat entre autres. Les poissons, en raison de leur habitat, sont très forts et gros, pouvant poser résistance aux pêcheurs.

## Peuplements et économie

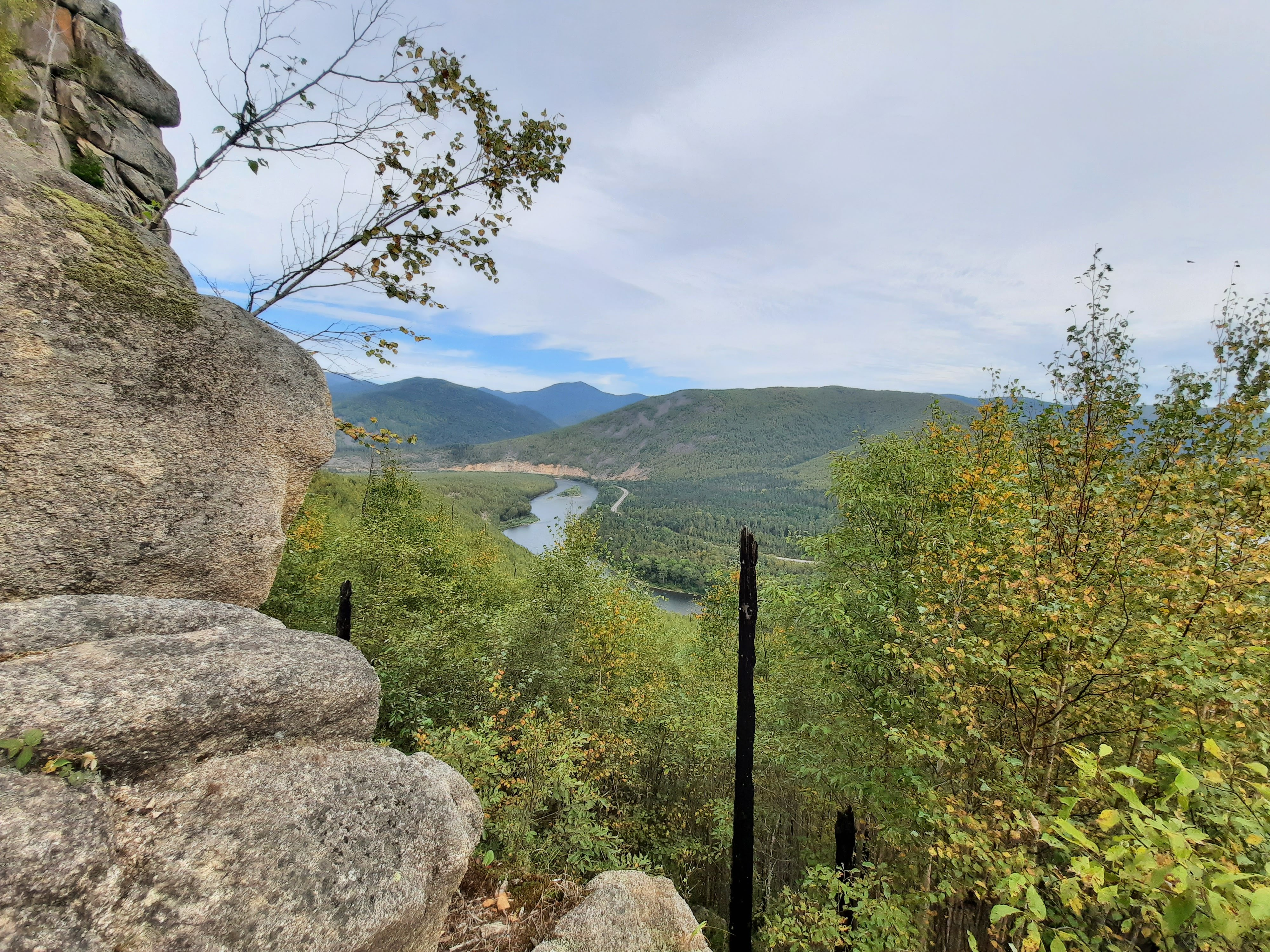
Vue depuis les pilliers.

Depuis l'Antiquité, les Nanaïs et les Oudihés se sont installés dans le bassin de l'Aniouï. Mais il reste presque dépourvu de population, et l'on compte seulement quatre localités, toute dans la partie inférieure : le village de Naïkhine à l'embouchure, le village d'Arseniev, et il y a deux villages le long de son affluent la Manoma, Nijniaïa Manoma et Verkhniaïa Manoma.
Près de son embouchure, vers le village de Naïkhine , la rivière est enjambée par la route fédérale A376 (Khabarovsk à Komsomolsk-sur-l'Amour et à Vanino). La rivière n'est pas navigable par les gros bateaux, mais par de petits si. Du rafting et de la pêche se pratiquent sur la rivière. Une des attractions sont les piliers de l'Aniouï (officiellement appelés rocher Nadge) dans le cours moyen, avec un sentier accessible sans aucune compétence spéciale.

## Galerie

Vues de la rivière (sélection) :
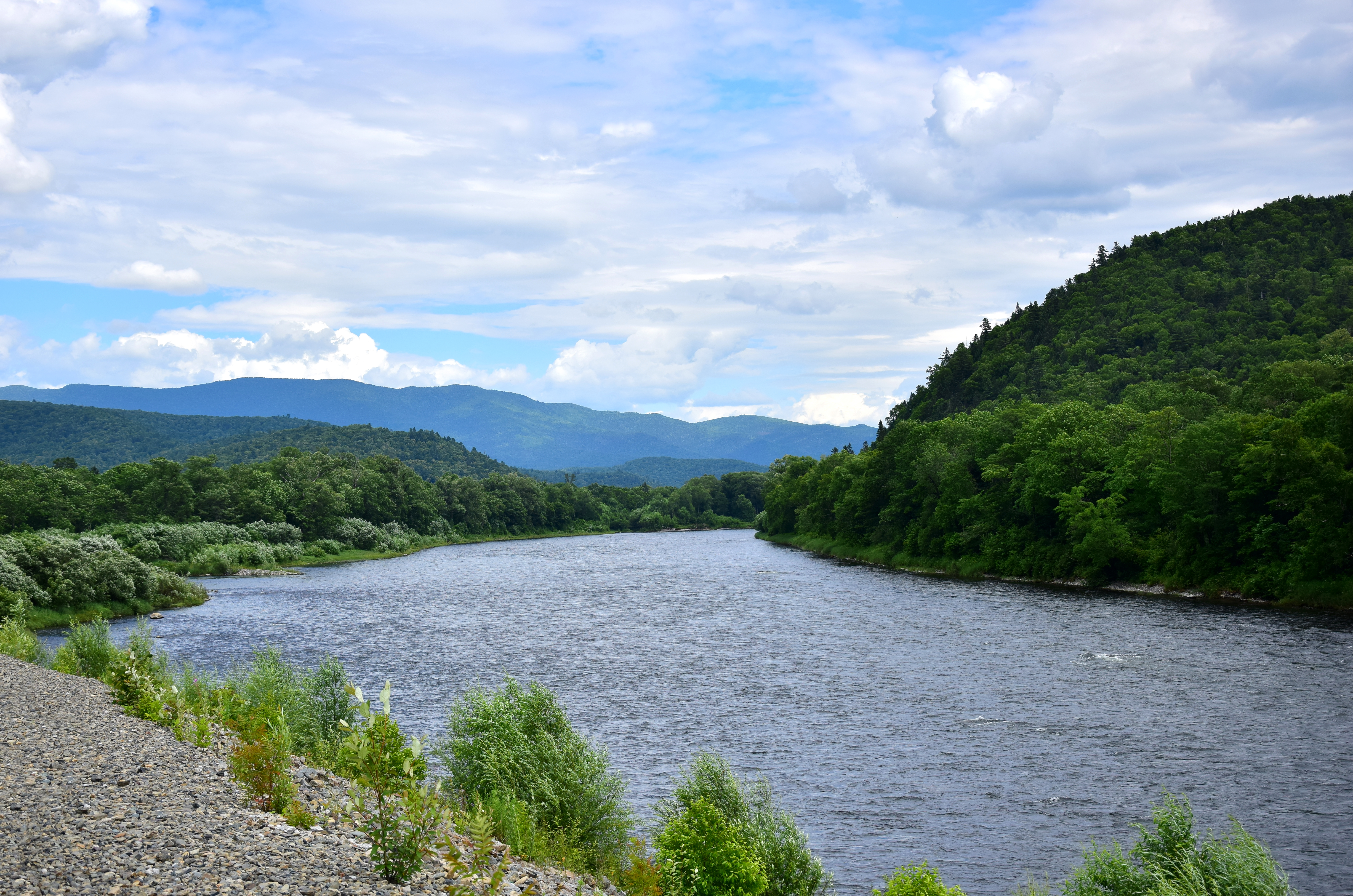
La rivière depuis l'A376 vers Vanino.
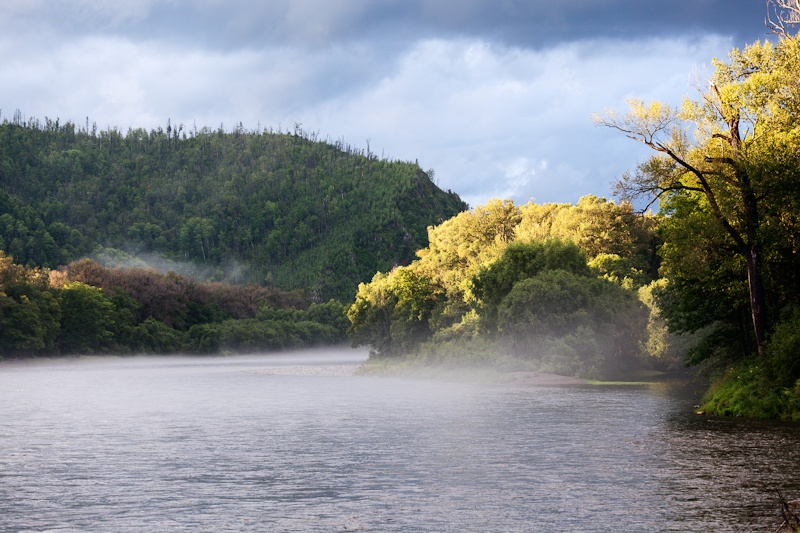
Brume en août sur le cours moyen.
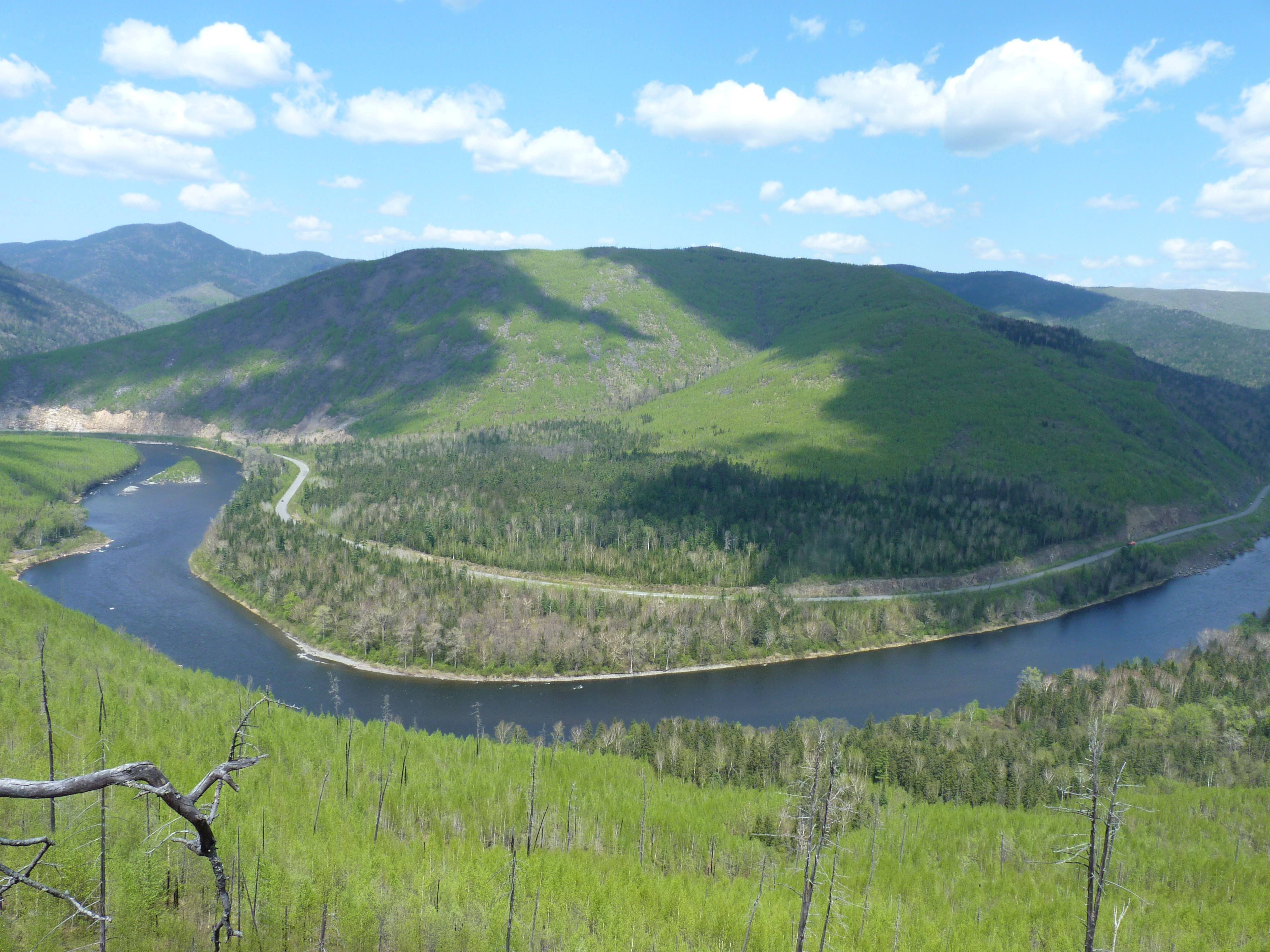
Méandre dans le cours moyen avec l'A376 vers Vanino.